# Arcos (Tabuaço)
Arcos es una freguesia portuguesa del concelho de Tabuaço, con 7,90 km² de superficie y 206 habitantes (2001). Su densidad de población es de 26,1 hab/km².